# Sameli Tala
Samuel Rafael « Sameli » Tala (né le 16 août 1893 à Jalasjärvi et décédé le 6 janvier 1961 dans la même ville) est un athlète finlandais spécialiste du 3 000 mètres. Affilié au Viipurin Urheilijat, il mesurait 1,75 m pour 67 kg.

## Biographie

### Palmarès
| Date | Compétition           | Lieu  | Résultat | Épreuve                 | Performance |
| ---- | --------------------- | ----- | -------- | ----------------------- | ----------- |
| 1924 | Jeux olympiques d'été | Paris | 1er      | 3 000 mètres par équipe | 8 pts       |

### Records
| Épreuve      | Performance  | Lieu | Date |
| ------------ | ------------ | ---- | ---- |
| 3 000 mètres | 8 min 42 s 7 |      | 1961 |